# Thompsons (Teksas)
Thompsons je gradić u američkoj saveznoj državi Teksas. Prema popisu stanovništva iz 2010. u njemu je živjelo 246 stanovnika.